# Kvalifikace na Mistrovství světa ve fotbale 2018 (CAF) – první fáze
První fáze kvalifikace se odehrála od 7. to 17. října 2015.

## První fáze
| Domácí v 1. zápase           | Celkem  | Hosté v 1. zápase | 1. zápas | 2. zápas |
| ---------------------------- | ------- | ----------------- | -------- | -------- |
| Somálsko                     | 0–6     | Niger             | 0–2      | 0–4      |
| Jižní Súdán                  | 1–5     | Mauritánie        | 1–1      | 0–4      |
| Gambie                       | 2–3     | Namibie           | 1–1      | 1–2      |
| Svatý Tomáš a Princův ostrov | 1-3     | Etiopie           | 1–0      | 0–3      |
| Čad                          | 2–2 (v) | Sierra Leone      | 1–0      | 1–2      |
| Komory                       | 1–1 (v) | Lesotho           | 0–0      | 1–1      |
| Džibutsko                    | 1–8     | Svazijsko         | 0–6      | 1–2      |
| Eritrea                      | 1–5     | Botswana          | 0–2      | 1–3      |
| Seychely                     | 0–3     | Burundi           | 0–1      | 0–2      |
| Libérie                      | 4–2     | Guinea-Bissau     | 1–1      | 3–1      |
| Středoafrická republika      | 2–5     | Madagaskar        | 0–3      | 2–2      |
| Mauricius                    | 2–5     | Keňa              | 2–5      | 0–0      |
| Tanzanie                     | 2–1     | Montserrat        | 2–1      | 2–2      |

| 9.10.2015 15:30 UTC+3 |                            |                               |                                                                                             |
| Somálsko              | 0–2                        | Niger                         | Addis Ababa stadion, Addis Abeba (Etiopie) diváci: 5,000 rozhodčí: Haithem Kossaï (Tunisko) |
|                       | Report (FIFA) Report (CAF) | Moussa Maâzou 58', 61' (pen.) | Addis Ababa stadion, Addis Abeba (Etiopie) diváci: 5,000 rozhodčí: Haithem Kossaï (Tunisko) |

| 13.10.2015 16:00 UTC+1                         |                            |          |                                                                                           |
| Niger                                          | 4–0                        | Somálsko | Stade Général Seyni Kountché, Niamey diváci: 7,000 rozhodčí: Falou Galasse Kane (Senegal) |
| Mahamane Cissé 13', 67' Moussa Maâzou 18', 32' | Report (FIFA) Report (CAF) |          | Stade Général Seyni Kountché, Niamey diváci: 7,000 rozhodčí: Falou Galasse Kane (Senegal) |

| 7.10.2015 16:30 UTC+3   |                            |                    |                                                                      |
| Jižní Súdán             | 1–1                        | Mauritánie         | Juba stadion, Juba diváci: 10,000 rozhodčí: Rajab Bakasambe (Uganda) |
| Dominic Abui Pretino 5' | Report (FIFA) Report (CAF) | Boubacar Bagili 3' | Juba stadion, Juba diváci: 10,000 rozhodčí: Rajab Bakasambe (Uganda) |

| 13.10.2015 17:00 UTC±0                                                            |                            |             |                                                                                 |
| Mauritánie                                                                        | 4–0                        | Jižní Súdán | Stade Olympique, Nouakchott diváci: 9,000 rozhodčí: Fidel Gomes (Guinea-Bissau) |
| Cheikh Moulaye Ahmed 3' Boubacar Bagili 61' Moussa Samba 84' Ismaël Diakité 90+2' | Report (FIFA) Report (CAF) |             | Stade Olympique, Nouakchott diváci: 9,000 rozhodčí: Fidel Gomes (Guinea-Bissau) |

| 9.10.2015 17:00 UTC±0 |                            |                     |                                                                             |
| Gambie                | 1–1                        | Namibie             | Independence stadion, Bakau diváci: 12,000 rozhodčí: Ousmane Karembe (Mali) |
| Abdou Jammeh 78'      | Report (FIFA) Report (CAF) | Willy Stephanus 61' | Independence stadion, Bakau diváci: 12,000 rozhodčí: Ousmane Karembe (Mali) |

| 13.10.2015 16:00 UTC+2                 |                            |             |                                                                              |
| Namibie                                | 2–1                        | Gambie      | Sam Nujoma stadion, Windhoek diváci: 4,000 rozhodčí: Joshua Bondo (Botswana) |
| Willy Stephanus 42' Hendrik Somaeb 64' | Report (FIFA) Report (CAF) | Pa Dibba 9' | Sam Nujoma stadion, Windhoek diváci: 4,000 rozhodčí: Joshua Bondo (Botswana) |

| 8.10.2015 15:00 UTC±0        |                            |         |                                                                                     |
| Svatý Tomáš a Princův ostrov | 1–0                        | Etiopie | Estádio Nacional 12 de Julho, São Tomé diváci: 4,550 rozhodčí: Alhadi Mahamat (Čad) |
| Luís Leal 86'                | Report (FIFA) Report (CAF) |         | Estádio Nacional 12 de Julho, São Tomé diváci: 4,550 rozhodčí: Alhadi Mahamat (Čad) |

| 11.10.2015 16:00 UTC+3                                 |                            |                              |                                                                                        |
| Etiopie                                                | 3–0                        | Svatý Tomáš a Princův ostrov | Addis Ababa stadion, Addis Abeba diváci: 23,840 rozhodčí: Jean Claude Ishimwe (Rwanda) |
| Dawit Fekadu 1' Gatoch Panom 47' (pen.) Ramkel Lok 74' | Report (FIFA) Report (CAF) |                              | Addis Ababa stadion, Addis Abeba diváci: 23,840 rozhodčí: Jean Claude Ishimwe (Rwanda) |

| 10.10.2015 15:30 UTC+1 |                            |              |                                                                                            |
| Čad                    | 1–0                        | Sierra Leone | Stade Omnisports Idriss Mahamat Ouya, N'Djamena diváci: 2,664 rozhodčí: Kokou Fagla (Togo) |
| Léger Djimrangar 47'   | Report (FIFA) Report (CAF) |              | Stade Omnisports Idriss Mahamat Ouya, N'Djamena diváci: 2,664 rozhodčí: Kokou Fagla (Togo) |

| 13.10.2015 15:00 UTC+1            |                            |                        | |
| Sierra Leone                      | 2–1                        | Čad                    | Adokiye Amiesimaka stadion, Port Harcourt (Nigeria) diváci: 100 rozhodčí: Aboubacar Bangoura (Guinea) |
| Alhaji Kamara 70' Abdul Sesay 81' | Report (FIFA) Report (CAF) | Léger Djimrangar 45+2' | Adokiye Amiesimaka stadion, Port Harcourt (Nigeria) diváci: 100 rozhodčí: Aboubacar Bangoura (Guinea) |

| 7.10.2015 15:00 UTC+3 |                            |         |                                                                                    |
| Komory                | 0–0                        | Lesotho | Stade de Moroni, Moroni diváci: 2,800 rozhodčí: Andofetra Rakotojaona (Madagaskar) |
|                       | Report (FIFA) Report (CAF) |         | Stade de Moroni, Moroni diváci: 2,800 rozhodčí: Andofetra Rakotojaona (Madagaskar) |

| 13.10.2015 18:00 UTC+2 |                            |                        |                                                                           |
| Lesotho                | 1–1                        | Komory                 | Setsoto stadion, Maseru diváci: 480 rozhodčí: Samuel Chirindza (Mosambik) |
| Tsepo Seturumane 18'   | Report (FIFA) Report (CAF) | Mohamed M'Changama 70' | Setsoto stadion, Maseru diváci: 480 rozhodčí: Samuel Chirindza (Mosambik) |

| 9.10.2015 16:00 UTC+3 |                            | | |
| Džibutsko             | 0–6                        | Svazijsko | Stade National El-Hadj Hassan Gouled Aptidon, Djibouti diváci: 10,050 rozhodčí: Pacifique Ndabihawenimana (Burundi) |
|                       | Report (FIFA) Report (CAF) | Mthunzi Mkhontfo 45' Sabelo Ndzinisa 61' Saneliso Dlamini 74' Sandile Hlatjwako 76' Tony Tsabedze 83' Mxolisi Lukhele 84' | Stade National El-Hadj Hassan Gouled Aptidon, Djibouti diváci: 10,050 rozhodčí: Pacifique Ndabihawenimana (Burundi) |

| 9.10.2015 16:00 UTC+2     |                            |                   |                                                                                         |
| Svazijsko                 | 2–1                        | Džibutsko         | Somhlolo National stadion, Lobamba diváci: 2,141 rozhodčí: Ganesh Chutooree (Mauricius) |
| Sandile Hlatjwako 7', 38' | Report (FIFA) Report (CAF) | Mohamed Liban 21' | Somhlolo National stadion, Lobamba diváci: 2,141 rozhodčí: Ganesh Chutooree (Mauricius) |

| 10.10.2015 16:00 UTC+3 |                            |                                       |                                                                            |
| Eritrea                | 0–2                        | Botswana                              | Cicero stadion, Asmara diváci: 9,950 rozhodčí: Ibrahim Nour El Din (Egypt) |
|                        | Report (FIFA) Report (CAF) | Galabgwe Moyana 22' Joel Mogorosi 64' | Cicero stadion, Asmara diváci: 9,950 rozhodčí: Ibrahim Nour El Din (Egypt) |

| 13.10.2015 20:00 UTC+2                      |                            |                 |                                                                                  |
| Botswana                                    | 3–1                        | Eritrea         | Francistown stadion, Francistown diváci: 15,073 rozhodčí: Nelson Fred (Seychely) |
| Mogakolodi Ngele 15', 79' Joel Mogorosi 21' | Report (FIFA) Report (CAF) | Henok Goitom 9' | Francistown stadion, Francistown diváci: 15,073 rozhodčí: Nelson Fred (Seychely) |

| 7.10.2015 16:30 UTC+4 |                            |                        |                                                                                 |
| Seychely              | 0–1                        | Burundi                | People's stadion, Roche Caiman diváci: 2,000 rozhodčí: Lemma Nigussie (Etiopie) |
|                       | Report (FIFA) Report (CAF) | Fiston Abdul Razak 15' | People's stadion, Roche Caiman diváci: 2,000 rozhodčí: Lemma Nigussie (Etiopie) |

| 13.10.2015 15:00 UTC+2             |                            |          |                                                                                                   |
| Burundi                            | 2–0                        | Seychely | Prince Louis Rwagasore stadion, Bujumbura diváci: 6,095 rozhodčí: Hafiz Abdelghani Alamen (Súdán) |
| Fiston Abdul Razak 71' (pen.), 81' | Report (FIFA) Report (CAF) |          | Prince Louis Rwagasore stadion, Bujumbura diváci: 6,095 rozhodčí: Hafiz Abdelghani Alamen (Súdán) |

| 8.10.2015 16:00 UTC±0    |                            |                 |                                                                                         |
| Libérie                  | 1–1                        | Guinea-Bissau   | Antoinette Tubman stadion, Monrovia diváci: 10,100 rozhodčí: Fabrício Duarte (Kapverdy) |
| William Jebor 35' (pen.) | Report (FIFA) Report (CAF) | Amido Baldé 62' | Antoinette Tubman stadion, Monrovia diváci: 10,100 rozhodčí: Fabrício Duarte (Kapverdy) |

| 13.10.2015 16:00 UTC±0 |                            |                              |                                                                                  |
| Guinea-Bissau          | 1–3                        | Libérie                      | Estádio 24 de Setembro, Bissau diváci: 12,000 rozhodčí: Ferdinand Udoh (Nigérie) |
| Ibraime Cassamá 45+2'  | Report (FIFA) Report (CAF) | William Jebor 9', 12', 90+5' | Estádio 24 de Setembro, Bissau diváci: 12,000 rozhodčí: Ferdinand Udoh (Nigérie) |

| 10.10.2015 14:30 UTC+3  |                            |                                                                | |
| Středoafrická republika | 0–3                        | Madagaskar                                                     | Mahamasina Municipal stadion, Antananarivo (Madagaskar) diváci: 20,000 rozhodčí: Ndala Ngambo (Demokratická republika Kongo) |
|                         | Report (FIFA) Report (CAF) | Michael Rabeson 26' Njiva Rakotoharimalala 39' Johann Paul 66' | Mahamasina Municipal stadion, Antananarivo (Madagaskar) diváci: 20,000 rozhodčí: Ndala Ngambo (Demokratická republika Kongo) |

| 13.10.2015 14:30 UTC+3                              |                            |                                      | |
| Madagaskar                                          | 2–2                        | Středoafrická republika              | Mahamasina Municipal stadion, Antananarivo diváci: 20,000 rozhodčí: Daniel Bennett (Jihoafrická republika) |
| Falimery Ramanamahefa 18' Abel Andrianantenaina 37' | Report (FIFA) Report (CAF) | Eudes Dagoulou 7' Demba Malick 45+1' | Mahamasina Municipal stadion, Antananarivo diváci: 20,000 rozhodčí: Daniel Bennett (Jihoafrická republika) |

| 7.10.2015 18:30 UTC+4                   |                            |                                                                             |                                                                                 |
| Mauricius                               | 2–5                        | Keňa                                                                        | Stade Anjalay, Belle Vue Maurel diváci: 2,300 rozhodčí: Duncan Lengani (Malawi) |
| Andy Sophie 67' (pen.) Jonathan Bru 78' | Report (FIFA) Report (CAF) | Johanna Omolo 19', 82' Ayub Masika 23' Haron Shakava 49' Michael Olunga 87' | Stade Anjalay, Belle Vue Maurel diváci: 2,300 rozhodčí: Duncan Lengani (Malawi) |

| 11.10.2015 16:00 UTC+3 |                            |           |                                                                                            |
| Keňa                   | 0–0                        | Mauricius | Moi International Sports Centre, Nairobi diváci: 10,000 rozhodčí: Mandeng Cosmas (Kamerun) |
|                        | Report (FIFA) Report (CAF) |           | Moi International Sports Centre, Nairobi diváci: 10,000 rozhodčí: Mandeng Cosmas (Kamerun) |

| 7.10.2015 16:00 UTC+3                   |                            |        |                                                                                               |
| Tanzanie                                | 2–0                        | Malawi | Benjamin Mkapa National stadion, Dar es Salaam diváci: 11,474 rozhodčí: Hagi Wiish (Somálsko) |
| Mbwana Samatta 19' Thomas Ulimwengu 23' | Report (FIFA) Report (CAF) |        | Benjamin Mkapa National stadion, Dar es Salaam diváci: 11,474 rozhodčí: Hagi Wiish (Somálsko) |

| 11.10.2015 14:00 UTC+2 |                            |          |                                                                                      |
| Malawi                 | 1–0                        | Tanzanie | Kamuzu stadion, Blantyre diváci: 7,656 rozhodčí: Hélder Martins de Carvalho (Angola) |
| John Banda 42'         | Report (FIFA) Report (CAF) |          | Kamuzu stadion, Blantyre diváci: 7,656 rozhodčí: Hélder Martins de Carvalho (Angola) |

## Branky
4 branky
- William Jebor
- Moussa Maâzou

3 branky
- Fiston Abdul Razak
- Sandile Hlatjwako

2 branky
- Joel Mogorosi
- Mogakolodi Ngele
- Léger Djimrangar
- Johanna Omolo
- Boubacar Bagili
- Willy Stephanus
- Mahamane Cissé

1 branka
- Galabgwe Moyana
- Eudes Dagoulou
- Demba Malick
- Mohamed M'Changama
- Mohamed Liban
- Henok Goitom
- Dawit Fekadu
- Ramkel Lok
- Gatoch Panom
- Pa Dibba
- Abdou Jammeh
- Amido Baldé
- Ibraime Cassamá
- Ayub Masika
- Michael Olunga
- Haron Shakava
- Tsepo Seturumane
- Abel Andrianantenaina
- Johann Paul
- Michael Rabeson
- Njiva Rakotoharimalala
- Falimery Ramanamahefa
- John Banda
- Cheikh Moulaye Ahmed
- Ismaël Diakité
- Moussa Samba
- Jonathan Bru
- Andy Sophie
- Hendrik Somaeb
- Luís Leal
- Alhaji Kamara
- Abdul Sesay
- Dominic Abui Pretino
- Saneliso Dlamini
- Mxolisi Lukhele
- Mthunzi Mkhontfo
- Sabelo Ndzinisa
- Tony Tsabedze
- Mbwana Samatta
- Thomas Ulimwengu